# Mongoloraphidia (Mongoloraphidia) altaica
Mongoloraphidia (Mongoloraphidia) altaica is een kameelhalsvliegensoort uit de familie van de Raphidiidae. De soort komt voor in Mongolië.
Mongoloraphidia (Mongoloraphidia) altaica werd voor het eerst wetenschappelijk beschreven door H. Aspöck & U. Aspöck in 1966.